# 시더리아
시더리아(Cytherea, 1981년 9월 27일 ~ )는 미국의 포르노 배우, 모델이다.